# Машинская, Елена Витальевна
Еле́на Вита́льевна Машинская (6 августа 1954, Туапсе — 14 января 2010, Санкт-Петербург) — российский тренер по спортивной гимнастике. Одна из основательниц новгородской школы спортивной гимнастики. Заслуженный тренер России. Судья Международной категории.

## Биография
Родилась 6 августа 1954 года в городе Туапсе (Краснодарский край). Высшее образование получила в Хабаровском государственном институте физической культуры, который закончила в 1976 году по специальности «Преподаватель физической культуры». Работала тренером в Краснодаре. Мастер спорта СССР.
В 1986 году по приглашению руководителя новгородской спортшколы олимпийского резерва «Манеж» вместе со своим супругом, заслуженным тренером Анатолием Чистенко (1940—2006), переехала в Великий Новгород, где они стали одними из основателей новгородской школы спортивной гимнастики. Под её руководством в 1993 году новгородская гимнастка Мария Липатова стала победительницей на молодёжном первенстве России. Многие ученицы Е. Машинской входили в состав сборной.
Самая известная ученица — абсолютная чемпионка России (1998) и серебряный призёр чемпионата мира по спортивной гимнастике (1999) Анна Ковалёва (род. 1983). Кроме того, тренировала ряд молодых перспективных гимнасток: Ксению Кекконен, Веру Смирнову, Оксану Виткову, сестёр Кристину и Элеонору Горюновых. В 1998 году ей было присвоено звание заслуженного тренера России.
В последнее время в СДЮСШОР «Манеж» занимала должность старшего тренера и руководила бригадой тренеров, которая была названа в честь А. И. Чистенко.
Скончалась 14 января 2010 года в Санкт-Петербурге в Военно-медицинской академии. После прощания в Покровском соборе Зверина монастыря, которое состоялось 18 января, была похоронена на Западном кладбище Великого Новгорода рядом с супругом.